# Урассая Спербунд
Урассая Спербунд (тай. อุรัสยา เสปอร์บันด์; народилася 18 березня 1993), більш відома як Яя, тайсько-норвезька актриса та модель. Вона є переможницею численних нагород, включаючи; Національна кінопремія Suphannahong, Maya Awards, TV Gold Awards і три нагороди Mekhala.
Спербунд почала свою акторську кар'єру з комедійного серіалу 2008 року Peun See Long Hon . Вона отримала більше визнання завдяки головним ролям у Duang Jai Akkanee (2010), Game Rai Game Rak (2011), Torranee Ni Nee Krai Krong (2012), Kleun Cheewit (2017) і The Crown Princess (2018).
Ролі Спербунд у фільмах, включаючи; Брат року, Nakee 2 (2018) і Fast And Feel Love (2022). У номінації «Брат року» вона отримала Національну кінопремію Suphannahong за найкращу жіночу роль .

## Раннє життя
Спербунд народилася 18 березня 1993 року в Таїланді. Вона норвезького та тайського походження. Вона вільно володіє тайською, англійською та норвезькою мовами. Вона також знає трохи французьку та іспанську, але вільно не володіє жодною. Спербунд навчалась в Regents International School Pattaya для отримання початкової та середньої освіти, перш ніж перейти до Bangkok Patana School. У 2015 році вона закінчила університет Чулалонгкорн зі ступенем бакалавра мистецтв.

## Кар'єра
Спербунд ще більше стабілізувала свої акторські здібності та позицію в індустрії розваг завдяки ролям у кількох телесеріалах. Вона підтримувала відомі бренди, зокрема Maybelline, Pantene і Uniqlo. Спербунд — перша тайська актриса, яка отримала титул «Друг Луї Віттона» і стала першою тайською знаменитістю, представленою в американському Vogue.

## Фільмографія

### Фільми
| Рік  | Назва                 | Роль  | Примітки        |
| ---- | --------------------- | ----- | --------------- |
| 2018 | Brother of the Year   | Джейн |                 |
| 2018 | Nakee 2               | Срой  |                 |
| 2021 | Рая і останній дракон | Рая   | тайський дубляж |
| 2022 | Швидше відчуй кохання | Джей  |                 |
| 2023 | Інтерес               | TBA   | [ 8 ]           |

### Телесеріали
| Рік  | Назва                                  | Роль                                  | Примітки              |
| ---- | -------------------------------------- | ------------------------------------- | --------------------- |
| 2008 | Peun See Long Hon                      | Сом                                   |                       |
| 2010 | Роза без шипів                         | Нучарі                                |                       |
| 2010 | Гімалаї Тари                           | Аджіма Поцават (Джід)                 | 4 історії кохання     |
| 2010 | Серце Аккані                           | Аджіма Поцават (Джід)                 | 4 історії кохання     |
| 2010 | Пастка кохання Патапі                  | Аджіма Поцават (Джід)                 | 4 історії кохання     |
| 2010 | Зачарований Ваяпак                     | Аджіма Поцават (Джід)                 | 4 історії кохання     |
| 2011 | Гаряче сонце                           | Пхет Рун                              |                       |
| 2011 | Любов перемагає зло                    | Фахлада / Нанг Фах                    |                       |
| 2012 | Чия це земля?                          | Даруні                                |                       |
| 2013 | Ілюзія сонця                           | Маттана                               |                       |
| 2013 | Моя квіточка                           | Дао Раунг                             |                       |
| 2014 | Схід сонця: Любов, що затьмарила сонце | Маюмі Такахаші                        | Серіал Висхідне сонце |
| 2014 | Сонце, що сходить: Слідом за мрією     | Маюмі Такахаші                        | Серіал Висхідне сонце |
| 2015 | Ти в моєму серці                       | Хатайрах (Пум)                        |                       |
| 2017 | Хвилі життя                            | Джірават (Джі)                        |                       |
| 2017 | Таємниця перетворення                  | Петра Паваді                          |                       |
| 2018 | Кронпринцеса                           | Принцеса Аліса Мадлен Тереза Філліпс  |                       |
| 2019 | Запах спогадів                         | Касалон / Сонпін / Пімпіса / Прімада  |                       |
| 2022 | Поганий Ромео                          | Сайким                                |                       |
| 2022 | Порятунок із тайської печери           | Келлі Суваннарат (інженер-гідрологія) |                       |
| 2022 | Узор киннари                           | Мей Ін Пудсорн                        |                       |
| TBA  | Поки ми не закохаємось                 | Апо                                   |                       |

## Дискографія
| Рік  | Назва | Примітки                                                                       |
| ---- | --- | ------------------------------------------------------------------------------ |
| 2011 | «Наліка Тай» (นาฬิกาตาย) | з Tawan Deard OST                                                              |
| 2012 | «Ах Карн Рак» (อาการรัก) | з Torranee Ni Nee Krai Krong OST                                               |
| 2012 | "Summer Nee Tong Me Lay's" (ซัมเมอร์นี้ต้องมีเลย์) (разом з Надею Кугімією )                                                                   | Н/Д                                                                            |
| 2012 | «Пліан» (เปลี่ยน) | Н/Д                                                                            |
| 2013 | «Світове літо» (เลย์ซัมเมอร์) (разом з Надею Кугімією )                                                                                    | Н/Д                                                                            |
| 2013 | «Khao Tueng Jai Thahan Tamruat Tai» (เข้าถึงใจทหารตำรวจไทย)                                                                               | Н/Д                                                                            |
| 2013 | «Як Бок Рак» (อยากบอกรัก) (разом з Харіном Сутамджарусом, The Richman Toy і Ганом із The Jukks)                                          | Н/Д                                                                            |
| 2014 | «Klai Naw» (ใครหนอ) | Н/Д                                                                            |
| 2014 | «Laew Rao Ja Dai Rak Gan Mai» (แล้วเราจะได้รักกันไหม) (разом з Надею Кугімією)                                                              | Сонце, що сходить: оригінальний саундтрек                                      |
| 2015 | "Джоп" (จูบ) (разом з Jirayu Tangsrisuk )                                                                                                | з Neung Nai Suang OST                                                          |
| 2016 | "З Днем народження" (разом з Надечою Кугімією )                                                                                         | 3 каналу 46 років                                                              |
| 2016 | "Set Laew Tob" (เซตแล้วตบ) (разом з Расрі Баленсіага Чиратхіват, Кімберлі Енн Волтемас, Рані Кампен, Нітта Джіраюнгюрн і Раніда Техасіт) | Рекламний гімн Channel 3 для 6-го тижня Чемпіонату світу з волейболу FIVB 2016 |
| 2017 | "Make It Happen" (з Daboyway ) | Н/Д                                                                            |
| 2019 | «Touch Thi Dee Tor Jai» (ทัชที่ดีต่อใจ) (з Кліром)                                                                                           | Н/Д                                                                            |
| 2020 | «Rak Na Guard Ya Tok» (รักนะการ์ดอย่าตก) (разом з Jarinporn Joonkiat і Joke )                                                              | Н/Д                                                                            |

## Нагороди та номінації
| Рік  | Нагорода                                      | Категорія                    | Результат | Джерело      |
| ---- | --------------------------------------------- | ---------------------------- | --------- | ------------ |
| 2022 | 21-й Нью-Йоркський фестиваль азіатського кіно | Премія Азії "Висхідна зірка" | Перемога  | [ 9 ] [ 10 ] |

## Зовнішні посилання
- Урассая Спербунд на сайті IMDb (англ.)
- Урассая Спербунд  у соцмережі «Instagram»

Шаблон:Suphannahong National Film Award for Best Actress